# DMAHJEFF
DMAHJEFF je český středoškolský tým zaměřený na výpočty matematických konstant, vizualizace matematických funkcí a numerických úloh. Je známý pro svou aktivitu ve stanovování českých i světových rekordů v matematických výpočtech.[ve zdroji nenalezeno]

## Historie

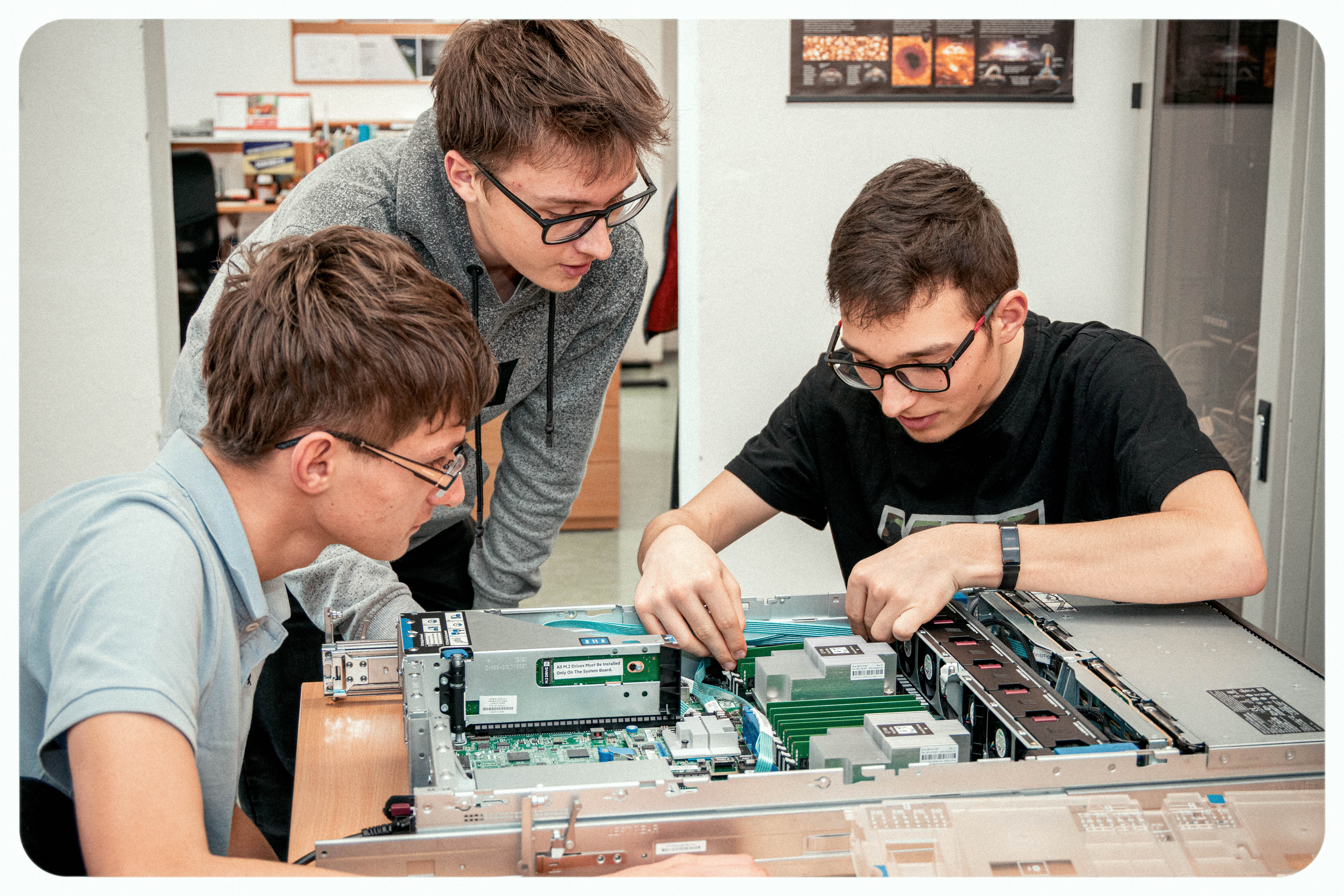
Instalace operační paměti RAM

Tým vznikl 14. března 2025 při příležotosti dne pí, v současné době jej tvoří tři žáci a vedoucí pedagog ze Střední průmyslové školy Zlín. Název DMAHJEFF je akronym ze jmen jeho zakládajících členů.

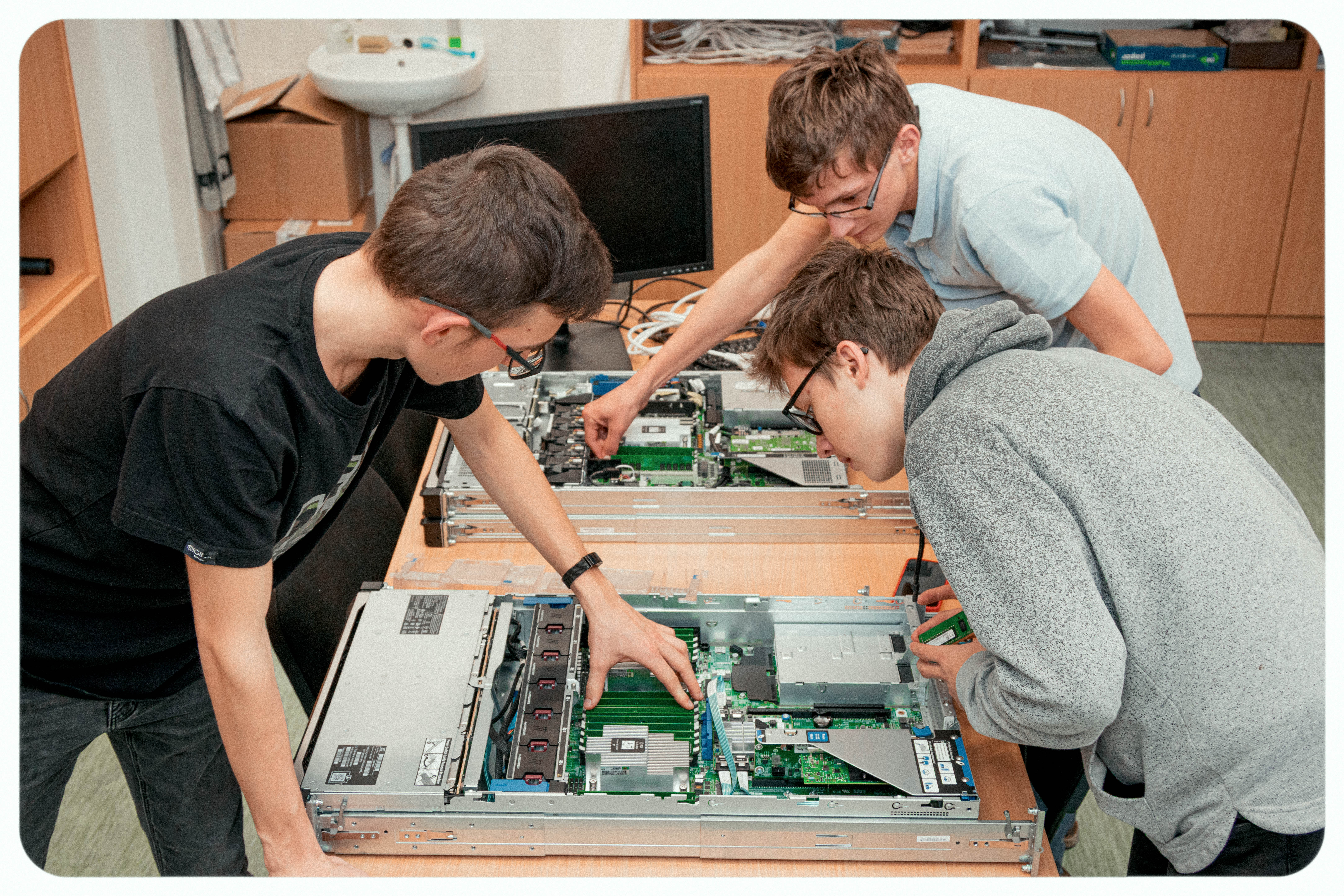
Sestavování serveru v úvodní fázi projektu.

### Český rekord ve výpočtu čísla π
Dne 7. dubna 2025 tým oficiálně dokončil výpočet s přesností na jeden bilion desetinných míst.
Výpočet byl proveden pomocí optimalizovaného softwaru y-cruncher na serveru HPE385 Gen10 se specifikací:
- 2× AMD EPYC 7401
- 320 GB RAM DDR4 s technologií ECC
- 9x 4TB HDD v RAID0

### Světový rekord ve výpočtu Bernoulliho lemniskáty
Dne 4. května 2025 byl dokončen výpočet Bernoulliho lemniskáty s přesností na 1,5 bilionu desetinných míst. K 9. květnu 2025 se oficiálně jednalo o světový rekord. Výpočet včetně verifikace trval 23 dní, bylo potřeba 1,6 petabajtů dat.[ve zdroji nenalezeno]

### Světový rekord ve výpočtu druhé odmocniny ze tří (√3)
Dne 23. května 2025 byl dokončen světově nejpřesnější výpočet druhé odmocniny z čísla 3, a to s přesností na 4 biliony desetinných míst. Celý proces, včetně ověření správnosti výpočtu trval 9 dní. Výsledný výstupní soubor, dosáhl velikosti přibližně 4 terabajty.[ve zdroji nenalezeno]

## Média
Tým DMAHJEFF byl představen např. v reportážích České televize či Českého rozhlasu. V těchto reportážích tým prezentoval nejen svůj projekt zaměřený na výpočty matematických konstant a numerické úlohy, ale také svou filozofii a přístup k popularizaci matematiky a výpočetní techniky mezi mladou generací.